# 1931年阿根廷大选
1931年阿根廷大選於1931年11月8日舉行，為1930年阿根廷軍事政變後首場大選。大選選舉出新一屆總統以及改選國會參議院和眾議院全部席位。国家民主党總統候選人阿古斯丁·P·胡斯托以超過43.2%票數以及最多選舉人票贏得總統選舉勝利。

## 背景
1930年9月，在某种程度上由大萧条的开端引发的抗议的几个月之后，一场不流血政变罢免了老迈的伊波利托·伊里戈延。伊里戈延是阿根廷第一位经由普遍选举（虽然妇女并无选举权）上台的领袖，他因为频繁干涉固执的诸省督，让自己在中间派激进公民联盟内部的联盟不堪重负；他还因为支持1922年创办的国营石油企业财政油田，而遭到了标准石油等商业集团的强烈反对。1861年发动了第一次政变，且正被保守派和农村利益集团支配的阿根廷军队要求一名退休将领兼最高战争委员会成员——何塞·费利克斯·乌里武鲁担当临时总统。乌里武鲁是前总统何塞·埃瓦里斯托·乌里武鲁的侄子，并不想从政，而且他的健康也每况愈下。
然而，他还是制订了宏伟的计划，委托他的内务部长马蒂亚斯·桑切斯·索龙多将1912年颁布的《萨恩斯·佩尼亚法》（规定了男性普选权和不记名选举）替换为促进单一执政党（不会像1874-1916年掌权的国家自治党一样朝向地主）的法律。保守派组成了相对温和的国家民主党，却在1931年4月，于至关重要的布宜诺斯艾利斯省省督选举中被击败。这一结果不仅增加了朝向城市的中间派激进公民联盟的希望，还使乌里武鲁相信，索龙多的“选举改革”就其本身而言，不能让保守派继续掌权。
激进公民联盟随即选择马尔塞洛·托尔夸托·德·阿尔韦亚尔作为1931年11月大选的领袖。阿尔韦亚尔是阿根廷传统地主家庭的子弟，以及1922年至1928年的总统。他挑战了伊里戈延的人格崇拜（因此他创建了激进公民联盟的反人格主义派），导致两人的联盟恶化。不过，因为伊里戈延依然受欢迎，经验老道的阿尔韦亚尔决定谨慎地缓和伊里戈延的反对，他提名前萨尔塔省省督阿道弗·圭梅斯（一位坚定的伊里戈延支持者）作为竞选伙伴。

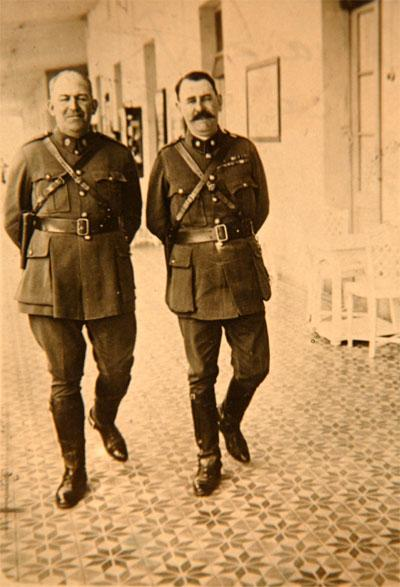
协议候选人阿古斯丁·佩德罗·胡斯托 (左)以及他的赞助人，独裁者何塞·费利克斯·乌里武鲁。

面对已经恢复且即将统一的激进公民联盟，乌里武鲁总统摒弃了曾经关于恢复宪政秩序的诺言，他宣布布宜诺斯艾利斯省督选举无效。他还推动了一个武装法西斯组织——阿根廷公民军团的成立，并委托该组织威胁反对派。阿尔韦亚尔组建的复兴集团于7月20日在科连特斯省与乌里武鲁的部队爆发了暴力冲突，这给予了乌里武鲁一个借口，他在几天后就把阿尔韦亚尔驱逐出境。因为失去了候选人，激进公民联盟拒绝参加1931年大选。不过，激进公民联盟在许多省的党委参加了11月的民意调查。
激进公民联盟议员莱奥波尔多·梅洛（党内反伊里戈延派领袖）和乌里武鲁共同支持退休将领阿古斯丁·佩德罗·胡斯托担任候选人，于是协议成立了。这个新的保守派联盟在提名大会上听从乌里武鲁的意见，回避了地主并转而支持20年代时阿尔韦亚尔总统的战争部长，即胡斯托，与会者还选择了前科尔多瓦省督胡利奥·罗卡为竞选伙伴；罗卡是国家自治党后期领袖胡利奥·阿根蒂诺·罗卡之子，领导过科尔多瓦民主党。  

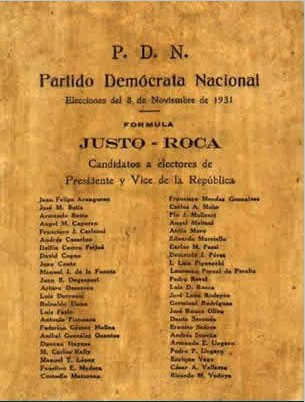
一张国家民主党的选票。

以反腐纲领著名的民主进步党，提名了议员利桑德罗·德·拉·托雷，这一提名也获得了阿根廷社会党的认可。社会党自从1928年胡安·包蒂斯塔·胡斯托逝世后，一直在寻找新的领导人。两党的联盟疏远了民主进步党内的保守派，他们更加认可年迈的弗朗西斯科·安东尼奥·巴罗埃塔韦尼亚。巴罗埃塔韦尼亚是一个只在恩特雷里奥斯省作为激进公民联盟候选人参选的前议员，曾在1890年协助了激进公民联盟的成立。20世纪20年代时，他与伊里格延关系破裂。他希望能鼓动阿尔韦亚尔的支持者来支持他。
最后，对选民的恐吓和大量的非法行为令国家民主党领导的协议在选举当晚赢得了决定性的胜利。不过，将保守派临时组建的“统一阵线”分开计票的选举人团内部分歧严重：135票投给了胡斯托，134票投给了德·拉·托雷，117票由无视阿尔韦亚尔拒绝参选的选举人（以及投给巴罗埃塔韦尼亚的选举人）投给了激进公民联盟。激进公民联盟分出去的票大部分由反对扒粪记者德·拉·托雷的保守派人物投出，胡斯托的获选很大程度上就是因为这些人物。

## 结果
| 政党/选举联盟                                                                                   | 投票数    | 百分比 | 选举人团 |
| ----------------------------------------------------------------------------------------------- | --------- | ------ | -------- |
| 协议（反人格主义激进公民联盟-国家民主党-独立社会党-自治自由党-门多萨民主党-科尔多瓦民主党同盟） | 607,765   | 43.2%  | 237      |
| 公民联盟 （民主进步党-社会党同盟）                                                              | 436,125   | 31.0%  | 122      |
| 激进公民联盟 （独立激进公民联盟-统一激进公民联盟-集团主义激进公民联盟同盟）（非官方票）         | 156,904   | 11.2%  | 12       |
| 其他                                                                                            | 203,981   | 14.6%  |          |
| 有效投票                                                                                        | 1,404,775 | 90.4%  | 371      |
| 空白或无效投票                                                                                  | 149,662   | 9.6%   | 5 a      |
| 总投票数                                                                                        | 1,554,437 | 100.0% | 376      |

a弃权.。

## 候选人
- 协议（保守派）：恩特雷里奥斯省的阿古斯丁·佩德罗·胡斯托将军
- 社会党-民主进步党联盟（改革派）：布宜诺斯艾利斯市的前议员利桑德罗·德拉托雷
- 激进公民联盟（非官方，中右翼票）：恩特雷里奥斯省的前议员弗朗西斯科·安东尼奥·巴罗埃塔韦尼亚（英语：Francisco A. Barroetaveña）

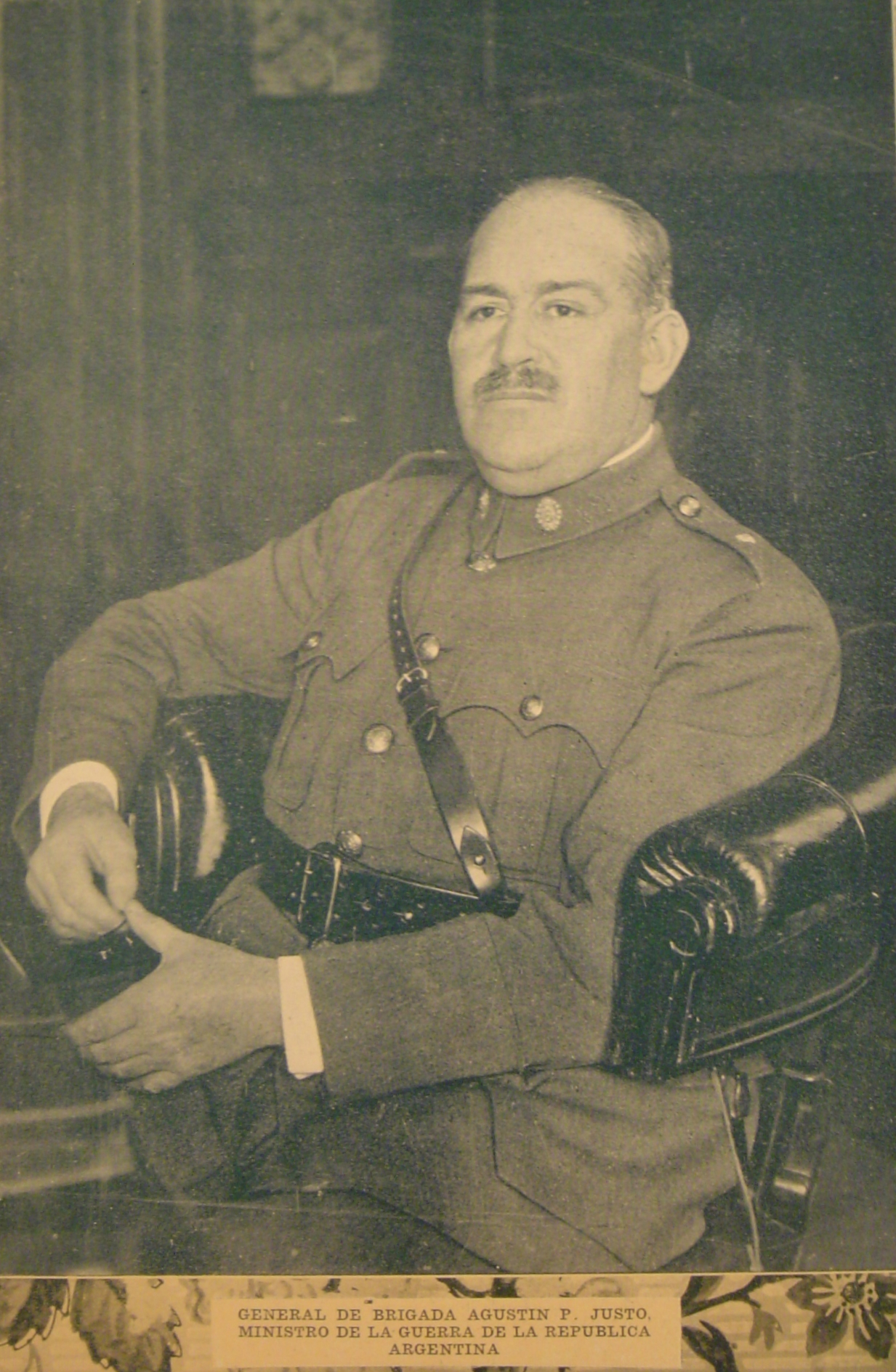
胡斯托
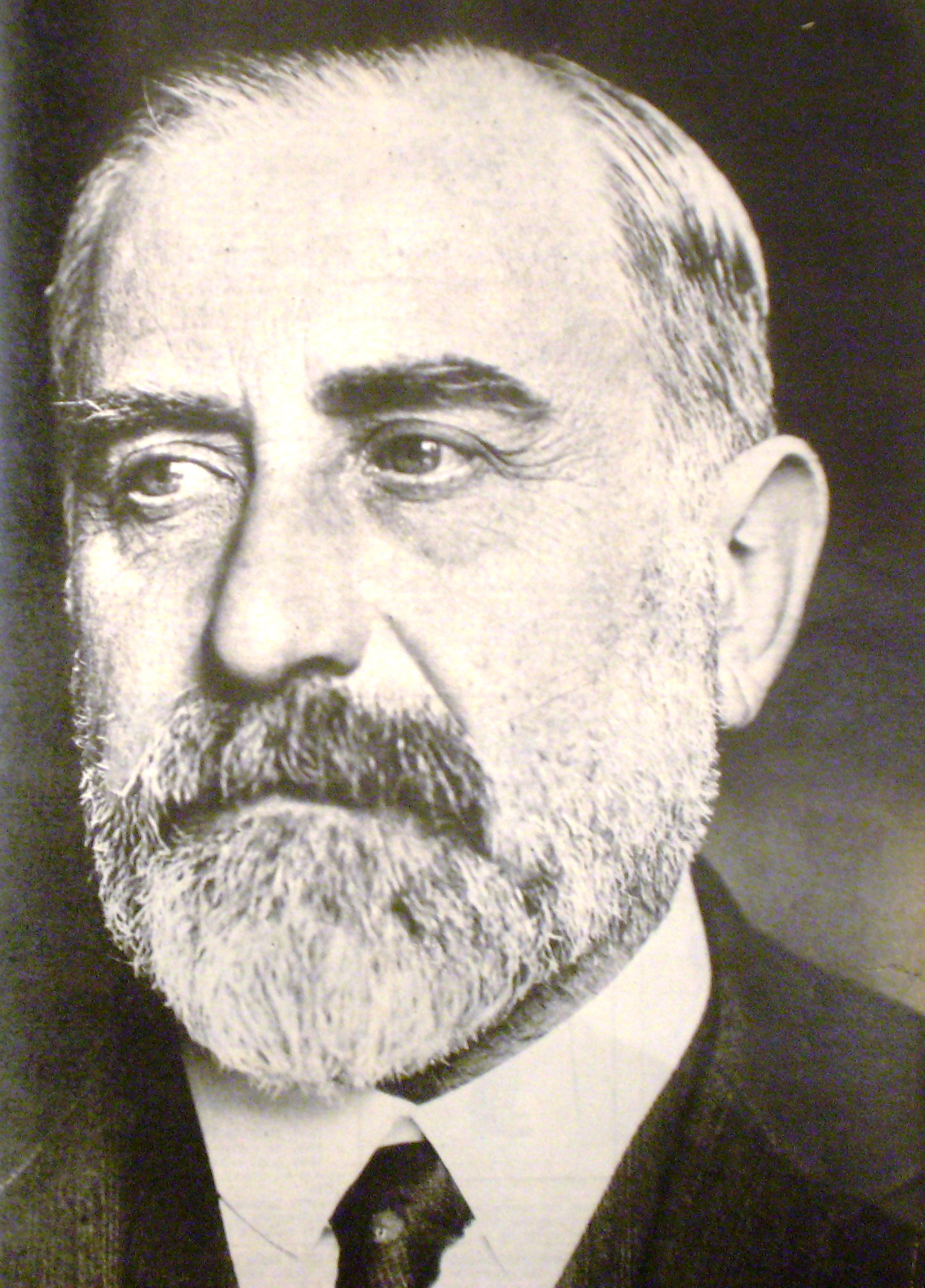
德拉托雷
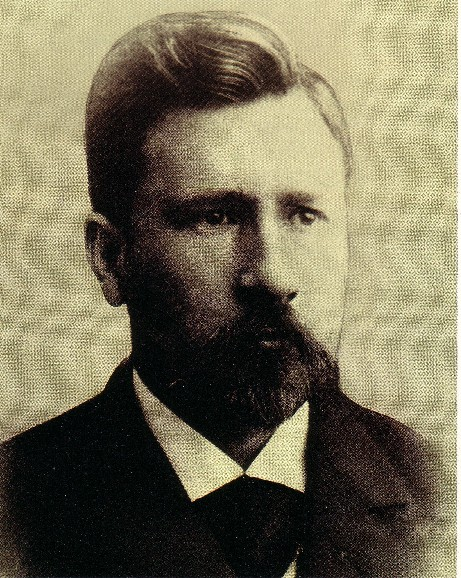
巴罗埃塔韦尼亚